# Jaderná elektrárna Kewaunee
Jaderná elektrárna Kewaunee (anglicky Kewaunee nuclear power plant) je vyřazená jaderná elektrárna ve Spojených státech. Nachází se poblíž města Carlton v Kewaunee County ve státě Wisconsin. Jednalo se o třetí jadernou elektrárnu ve Wisconsinu a 44. ve Spojených státech. Elektrárna navždy ukončila svůj provoz dne 7. května 2013 z ekonomických důvodů, kdy prodejní cena elektřiny nedokázala pokrýt provozní náklady. V roce 2022 byla elektrárna prodána federální vládě.

## Historie a technické informace

### Počátky
Výstavba elekrárny byla zahájena dne 6. srpna 1968. Původní operátor a vlastník elektrárny Wisconsin Public Service zvolil tlakovodní typ reaktoru Westinghouse M212. Jedná se o dvousmyčkový jaderný reaktor. Jeho hrubý výkon činil 595 MW a čistý, po odečtení vlastní spotřeby elektrárny 566 MW. První náběh reaktoru nastal dne 7. března 1974. Následovalo připojení k síti 8. dubna 1974 a do komerčního provozu přešel blok dne 7. května 1974.

### Provoz
Od roku 2000 do roku 2005 byla elektrárna provozována smluvní provozní společností Nuclear Management Company. Poizději byla prodána společnosti Dominion Generation, která ji provozovala až do konce jejího provozu. V roce 2008 byla podána žádost na prodloužení provozní licence do roku 2033, která byla později schválena.

### Vyřazení z provozu
Dne 22. října 2012 společnost Dominion Generation oznámila, že provoz elektrárny bude ukončen v roce 2013, údajně z ekonomických důvodů. Konečné odstavení proběhlo dne 7. května 2013. Dne 15. července 2017 byly v rámci vyřazování z provozu úspěšně převedeny zbývající palivové soubory do 24 kontejnerů pro vyhořelé palivo.
V rámci plánovaného ztrojnásobení instalovaného výkonu jaderných elektrárnen ve Spojených státech se elektrárna Kewaunee stala potenciálním místem pro výstavbu nových reaktorů.

### Okolní obyvatelstvo
NRC definuje dvě zóny havarijního plánování kolem jaderných elektráren. První o poloměru 16 kilometrů, která se týká především vystavení radioaktivní kontaminace vzduchu a poté druhou o poloměru 80 kilometrů, jež se zabývá kontaminací potravin a vody.
Podle studie NRC zveřejněné v srpnu 2010 byl odhad každoročního rizika zemětřesení dostatečně silného na to, aby způsobilo poškození aktivní zóny reaktoru 1 ku 83 333.

## Informace o reaktorech
| Reaktor    | Typ reaktoru      | Výkon  | Výkon  | Zahájení výstavby | Připojení k síti | Uvedení do provozu | Uzavření   |
| Reaktor    | Typ reaktoru      | Čistý  | Hrubý  | Zahájení výstavby | Připojení k síti | Uvedení do provozu | Uzavření   |
| ---------- | ----------------- | ------ | ------ | ----------------- | ---------------- | ------------------ | ---------- |
| Kewaunee-1 | Westinghouse M212 | 566 MW | 595 MW | 6. 8. 1968        | 8. 4. 1974       | 16. 6. 1974        | 7. 5. 2013 |